# Aporosa decipiens
Aporosa decipiens är en emblikaväxtart som beskrevs av Ferdinand Albin Pax och Käthe Hoffmann. Aporosa decipiens ingår i släktet Aporosa och familjen emblikaväxter. Inga underarter finns listade i Catalogue of Life.